# László Szabó (jucător de șah)
László Szabó (pronunție în maghiară [ˈsɒboː ˈlaːsloː]; n. 19 martie 1917, Budapesta – d. 8 august 1998) a fost un mare maestru de șah de origine maghiară.
S-a născut la Budapesta, iar în anul 1935, iar la doar 18 ani debutează spectaculos pe scena șahului internațional câștigând primul Campionat Maghiar, un turneu internațional in Tatatóváros, fiind totodată selectat să-și reprezinte țara la Olimpiada de la Varșovia din 1935.
Spectatorii de la această Olimpiadă au fost impresionați de flerul său în atac, un stil ce contrasta cu jocul pozițional al compatrioților săi. Se presupune că tânărul Szabó a studiat sub tutela lui Géza Maróczy, la acea vreme o figură patriarhală a șahului maghiar care antrenase alți viitori campioni mondiali precum Max Euwe sau Vera Menchik.
Înainte de cel de-al doilea război mondial a cunoscut alte succese, inclusiv o victorie absolută la Hastings 1938/39 (turneu cu care a fost asociat mult timp). Începe o carieră ca bancher, axându-se pe piața valutară.
Odată cu începerea războiului, Szabó a fost încorporat într-o unitate de muncă forțată fiind ulterior capturat de trupe rusești și reținut ca prizonier de război. După război se întoarce la șah și participă la multe competiții internaționale de mare anvergură. Termină al cincilea la Groningen 1946, un turneu extrem de dificil la care au participat și Botvinnik, Euwe, Smyslov, Najdorf, Boleslavsky and Kotov. La turneul Saltsjöbaden Interzonal din 1948 termină al doilea după Bronstein și obține primul loc la Hastings 1947/48, Budapesta 1948 și Hastings 1949/50. Un loc cinci atât la Saltsjöbaden Interzonal din 1952 cât și la Gothenburg Interzonal din 1955 îi aduc calificarea la Candidates Tournament.
La această a treia și ultimă participare la Candidates, turneu ce a avut loc la Amsterdam în 1956, Szabó a avut cele mai promițătoare rezultate care l-au adus aproape de Campionatul Mondial. A ieșit pe locul trei, la egalitate cu Bronstein, Geller, Petrosian and Spassky, însă în urma lui Smyslov și Keres.
În anii ’60 și ’70 a continuat să exceleze în competițiile internațipnale; a ieșit pe primul loc la Zagreb 1964, la Budapesta 1965 (cu Polugaevsky și Taimanov), la Sarajevo 1972 și la Hilversum 1973 (cu Geller), iar la Hastings 1973/74 a egalat pentru primul loc (cu Gennady Kuzmin, Timman and Tal).
În total a reprezentat Ungaria la 11 olimpiade, jucând de cinci ori din postura de căpitan al echipei și având prestații demne de numeroase medalii. În 1937 a câștigat atât argintul pe echipe cât și argintul individual, în 1952 bronzul individual, în 1956 bronzul pe echipe, iar în 1966 bronzul pe echipe și argintul individual.
Szabó a fost cel mai bun jucător de șah al Ungariei timp de aproape 20 de ani (în cele din urmă i-a luat locul Lajos Portisch prin 1963/64), iar în culmea carierei sale a fost unul din primii 12 jucători la nivel mondial.
Familia a donat întreaga colecție de cărți de șah a lui Szabó către Biblioteca Publică din Cleveland John G. White Chess and Checkers Collection. The John G. White Collection of Chess and Checkers  este cea mai mare bibliotecă de șah din lume (32,568 volume de cărți și articole, inclusiv 6,359 periodice.)